# Объединённая церковь в Папуа — Новой Гвинее и Соломоновых Островах
Объединённая церковь в Папуа — Новой Гвинее и Соломоновых Островах (англ. The United Church in Papua New Guinea and Solomon Islands) — это объединённая церковь методистской и реформатской традиций в Африке.
Церковь была образована в 1968 году  путем слияния усилий Лондонского миссионерского общества (действующего исключительно в Папуа), относительно маргинальной пресвитерианской церкви (в основном ограниченной территорией Порта-Морсби) и методистской миссии (в основном действующей в Новой Гвинее). Церковь также охватывает близлежащие острова, западные и северные Соломоновы острова и острова восточного Папуа.
С 1996 года отдельно работают «Объединённая церковь в Папуа-Новой Гвинее» и «Объединённая церковь на Соломоновых Островах».

## История

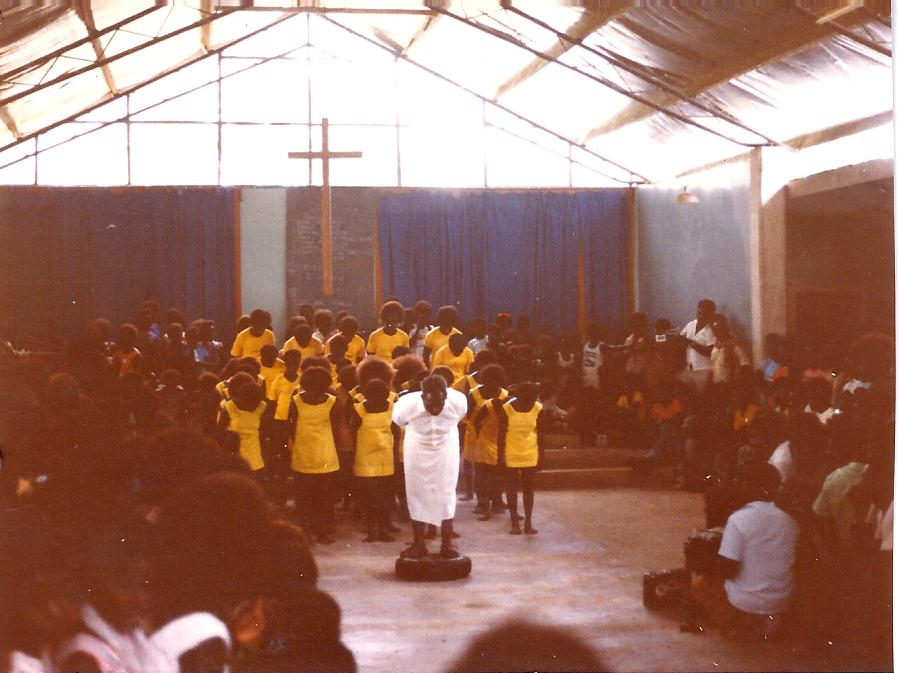
Хор Объединённой церкви на хоровом конкурсе в Сиваи, Бугенвиль, 1978 год

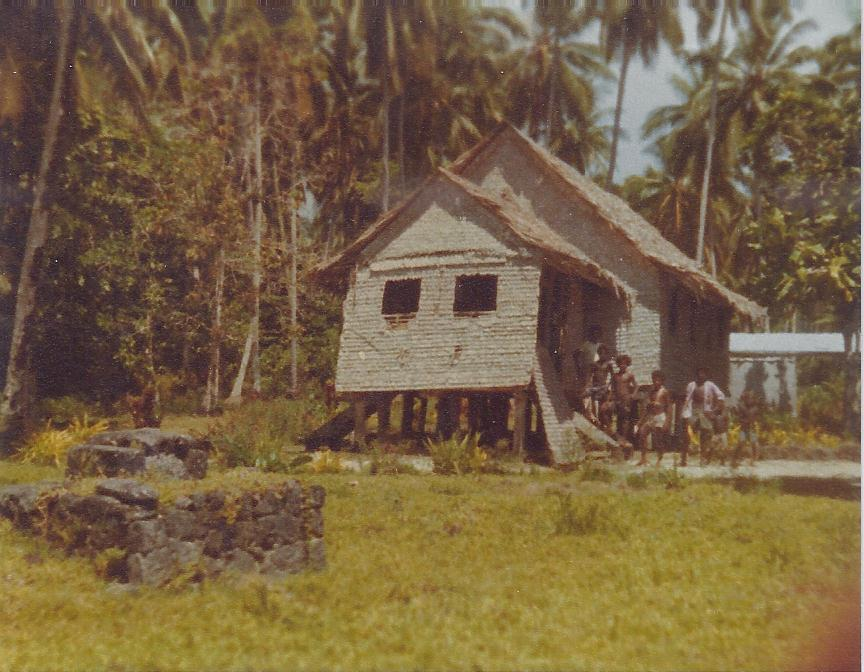
Объедиённая церковь в деревне на Западных Соломоновых островах, хранящая кости прошлого каннибализма людей.

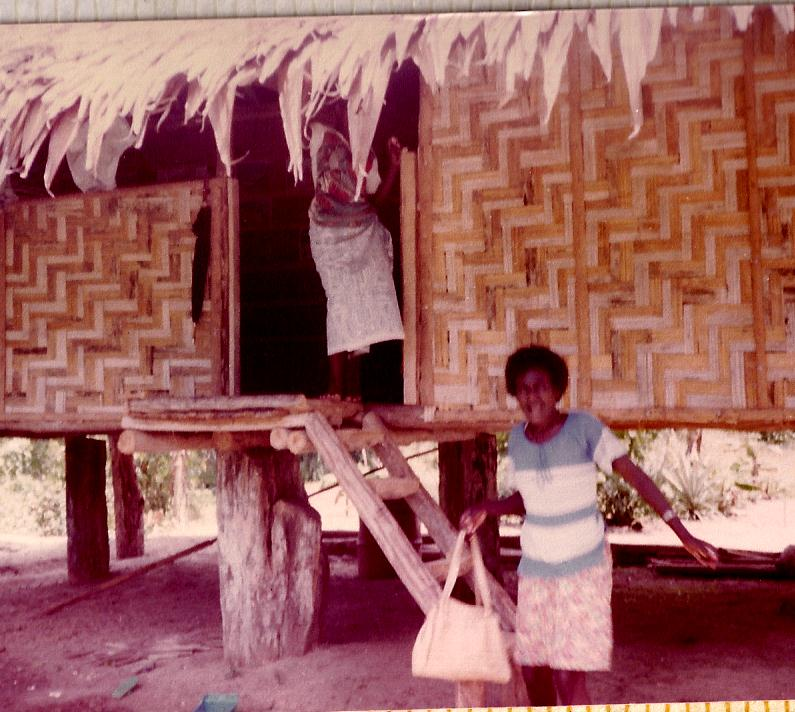
Женщина-служитель Объединённой церкви в деревне на юге Бугенвиля

Формирование церкви в 1968 году предшествовало слиянию её соответствующих конфессий в Австралии в 1977 году в «Объединяющую церковь в Австралии». Такие межконфессиональные слияния были обычным явлением на протяжении всего XX-го века, особенно в странах Содружества: например; Объединенная церковь Северной Индии (1924 г.) (ныне объединенная в более позднюю и более широкую Церковь Северной Индии, Церковь Пакистана и Церковь Бангладеш); Объединённая церковь Канады (1925 г.) и Церковь Южной Индии (1947 г.). Церковь особенно сильна на папуасском побережье, в Саутерн-Хайлендс, на востоке Папуа, на островах Новой Гвинеи (включая Бугенвиль, также известный как Северные Соломоновы острова) и на Западных Соломоновых островах. В отличие от англиканской и римско-католической церквей, в Папуа — Новой Гвинее по соображениям церковных традиций, а также из-за культурных взглядов англиканцев Объединенная церковь рукополагает женщин-священников. Церковь предназначает свои мероприятия в первую очередь для богослужений с уроками Священных Писаний, молитвами и проповедями. Причащение проводится раз в месяц или каждые несколько месяцев.

## Местные и зарубежные связи
Церковь является членом Совета церквей Папуа — Новой Гвинеи, Совета меланезийских церквей и Всемирного совета церквей. В вопросах социальной политики она имеет тенденцию во многом соглашаться с англиканской и лютеранской церквями.
Традиционно многие священнослужители церкви набирались из ранее созданных методистских и конгрегационалистских церквей на Фиджи, Самоа и Тонга. Церковь продолжает поддерживать тесные отношения с сестринскими церквями в соседних островных странах. Её теология и социальная доктрина, как правило, несколько больше похожи на давно существующие евангелические протестантские церкви этих теологически консервативных соседних стран, чем на церкви в Австралии. С другой стороны, Церковь значительно более широка в таких вопросах, чем недавно появившиеся фундаменталистские группы, и она сохраняет исторический методистский и конгрегационалистский сильный акцент на образовании и грамотности в самом широком смысле. Как и англиканская и лютеранская церкви, Объединенная церковь в последние десятилетия претерпела истощение в результате обращения в свою веру своих приверженцев со стороны фундаменталистских и пятидесятнических групп, происходящих из Соединенных Штатов Америки и, в меньшей степени, из Австралии.
Многие из лидеров Папуа — Новой Гвинеи имели опыт работы в Объединённой церкви.

## Выдающиеся проповедники
- Рабби Намалиу
- Мекере Мораута
- Паулиас Матане
- Билл Скейт
- Бури Киду
- Мари Капи